# Stomatium leve
Stomatium leve är en isörtsväxtart som beskrevs av L. Bol. Stomatium leve ingår i släktet Stomatium och familjen isörtsväxter. Inga underarter finns listade i Catalogue of Life.